# Leskea tamariscina
Leskea tamariscina là một loài Rêu trong họ Leskeaceae. Loài này được (Hedw.) Mitt. mô tả khoa học đầu tiên năm 1864.